# Juan Díaz (escritor)
Para consultar el artículo sobre el clérigo y crónista homónimo que viajó en la expedición de Juan de Grijalva a Yucatán, véase Juan Díaz, capellán
Juan Díaz, escritor castellano de la primera mitad del siglo XVI. Fue bachiller en sagrados cánones. Publicó en Sevilla en 1526 el segundo Lisuarte de Grecia, libro de caballerías, octavo del ciclo de Amadís de Gaula. No se conoce ninguna otra obra suya.
- Datos: Q5949187